# Admiral Schofield
Pour les articles homonymes, voir Schofield (homonymie).
Admiral Schofield, né le 30 mars 1997 à Londres en Angleterre, est un joueur britannico-américain de basket-ball évoluant aux postes d'ailier et ailier fort. Il mesure 1,97 m.
Son frère O'Brien est un ancien joueur de football américain.

## Biographie
Admiral Schofield est drafté au second tour en 42e position de la draft 2019 de la NBA par les 76ers de Philadelphie mais ses droits sont échangés aux Wizards de Washington.
Le 10 juillet 2019, il s'engage pour trois ans avec les Wizards de Washington.
En novembre 2020, il est échangé au Thunder d'Oklahoma City mais est licencié fin décembre avant le début de la saison régulière.
En décembre 2021, il signe un contrat de 10 jours en faveur du Magic d'Orlando. Le 6 janvier 2022, il signe un contrat two-way avec la franchise floridienne. En février 2023, son contrat two-way est converti en un contrat standard.
En juillet 2023, il signe à nouveau un contrat two-way avec le Magic.
Le 28 juin 2024, il rejoint l'Europe et le club de ASVEL Lyon-Villeurbanne via un contrat d'une saison. Son contrat est rompu d'un commun accord le 27 novembre 2024, après avoir participé à 12 rencontres. 